# أندرو غارفيلد
أندرو راسل غارفيلد (بالإنجليزية: Andrew Russell Garfield)‏، (ولد بتاريخ 20 أغسطس 1983) هو ممثل أمريكي-بريطاني. ولد في مدينة لوس أنجلوس الأمريكية وترعرع في مدينة إبسوم في المملكة المتحدة، بدأ مسيرته الفنية في المملكة المتحدة على المسرح وفي المسلسلات التلفزيونية. أول ظهور له في الأفلام كان في عام 2007 ضمن فيلم أسود وحملان. عُرف غارفيلد بشكل عالمي في عام 2010 من خلال دوره الثانوي في فيلم الشبكة الاجتماعية والذي رشحه لجائزتي غولدن غلوب وبافتا، وأيضا دوره في فيلم لا تدعني أذهب أبدا الذي أكسبه جائزة ساتورن وترشيحا آخر لجائزة بافتا.
تلقي غارفيلد إشادة من النقاد عن أداءه الرئيسي في فيلم الرجل العنكبوت المذهل عام 2012. كما أنه يقوم بالتمثيل المسرحي، ولعب دور بيف في مسرحية موت بائع متجول عام 2012، ورٌشح لجائزة توني كأفضل ممثل في مسرحية. في عام 2014، لعب دور البطولة في فيلم الدراما 99 منزلا كما شارك في إنتاجه أيضا. في عام 2016، ظهر في إثنين من أفلام الدراما التاريخية: الصمت وهاكسو ريدج.
تجسيده لشخصية ديسموند دوس في فيلم هاكسو ريدج رشحه لجائزة الأوسكار لأفضل ممثل وجائزة البافتا لأفضل ممثل في دور رئيسي وجائزة غولدن غلوب.

## النشأة
ولد غارفيلد في لوس أنجلوس بولاية كاليفورنيا. والدته لين (اسمها قبل الزواج لين هيلمان) من إسيكس في إنجلترا، ووالده ريتشارد غارفيلد من كاليفورنيا. أجداد غارفيلد من جهة الأب من المملكة المتحدة أيضًا. انتقل والدا غارفيلد من لوس أنجلوس إلى المملكة المتحدة حين كان عمره ثلاث سنوات ونشأ في إبسوم في سري. والد غارفيلد يهودي، لكن غارفيلد نشأ نشأة علمانية، وأشار بأنه «واحدي لاأدري»، مع أنه يعدّ نفسه يهوديًا. كان أجداده من جهة الأب من المهاجرين اليهود الذين انتقلوا إلى لندن من بولندا وروسيا ورومانيا، واسم العائلة الأصلي هو «غارفينكل».
تولّى والدا غارفيلد أعمالًا في التصميم الداخلي على مستوى صغير. كانت والدته أيضًا مدرّسة مساعدة في روضة أطفال، وأصبح والده المدرب الرئيسي في نادي غيلدفورد للسباحة. لأندرو أخ أكبر يعمل طبيبًا. كان غارفيلد لاعبَ جمباز وسباحاً في سنواته الأولى، وكان يجمع الطوابع بشغف. أراد في الأصل دراسة الأعمال ولكن اهتمامه تحول إلى التمثيل في سن السادسة عشر عندما أقنعه أحد أصدقائه بتلقّي الدراسات المسرحية من المستوى أ، إذ كان ينقصهم طالب واحد في المجموعة ليتمّ العدد. التحق غارفيلد بمدرسة بريوري الإعدادية في بانستيد وبمدرسة مدينة لندن للأحرار في آشتيد، قبل أن يبدأ التدرب في المدرسة المركزية الملكية للخطابة والدراما التابعة لجامعة لندن.

## الحياة المهنية

### 2004-2011: العمل المبكر والنجاح
بدأ غارفيلد دروس التمثيل في غيلدفورد في ساري حين كان في التاسعة من عمره، وظهر في إنتاج مسرحي للشباب لفيلم بوغسي مالون. انضم أيضًا إلى مجموعة صغيرة من الشبان الذين يُجرون ورشات عمل مسرحي في إبسوم، وتلقّى دراسات المسرح من المستوى أ قبل أن يدرس لمدة 3 سنوات في المدرسة المركزية للخطابة والدراما. بعد التخرج في عام 2004، بدأ العمل بشكل رئيسي في التمثيل المسرحي. في عام 2004 حصل على جائزة أخبار المساء المسرحية في مانشستر عن أفضل قادم جديد لأدائه في مسرحية كيس في مسرح التبادل الملكي في مانشستر (حيث أدى أيضًا دور روميو في العام التالي)، وفاز بجائزة القادم الجديد المتميز في حفل إيفنينغ ستاندرد لتوزيع جوائز المسرح عام 2006. ظهر غارفيلد في التلفزيون البريطاني لأول مرة في عام 2005 في المسلسل الدرامي الموجه للمراهقين شوغر راش على القناة الرابعة. في عام 2007 حاز على اهتمام الرأي العام حين ظهر في الموسم الثالث من مسلسل بي.بي.سي دكتور هو، في حلقتين هما «الدالك في مانهاتن» و«تطور الدالك». علق غارفيلد على هذه المشاركة بأنها كانت «شرفًا». في أكتوبر 2007، ورد اسمه في قائمة «فاريتي» تحت عنوان «10 ممثلين عليك مشاهدتهم». دخل السينما الأميركية في نوفمبر 2007، مؤديًا دور طالب جامعي أميركي في فيلم الدراما أسود وحملان، إلى جانب توم كروز وميريل ستريب وروبرت ريدفورد. وقال غارفيلد عن ذلك لفاريتي في عام 2007: «أنا محظوظ جدًا لأنني أعمل في مشروع واحد معهم، على الرغم من أنني لا أتوقع أن أحظى بتقدير الجمهور لاحقًا».

## أعماله

### أفلام
| عام  | افلام                     | دور                                      | مخرج               | ملاحظات              |
| ---- | ------------------------- | ---------------------------------------- | ------------------ | -------------------- |
| 2005 | مامبو جامبو               | سيمو                                     | بيفان والش         | فيلم قصير            |
| 2007 | أسود للحملان              | تود هايز                                 | روبرت ريدفورد      |                      |
| 2007 | الصبي أ                   | جاك بوريدج                               | جون كرولي          |                      |
| 2008 | فتاة بولين الأخرى         | فرانسيس ويستون                           | جاستن تشادويك      |                      |
| 2009 | خيال الدكتور برناسيس      | انطون                                    | تيري جيليام        |                      |
| 2009 | هواء                      | توم                                      | لوك ديفيز          | فيلم قصير            |
| 2010 | أنا هنا                   | شيلدون                                   | سبايك جونز         | فيلم قصير            |
| 2010 | لا تسمح لي بالذهاب ابدا   | تومي د                                   | مارك رومانيك       |                      |
| 2010 | الشبكة الاجتماعية         | إدواردو سافيرين                          | ديفيد فينشر        |                      |
| 2012 | الرجل العنكبوت المذهل     | بيتر باركر / سبايدر مان                  | مارك ويب           |                      |
| 2014 | الرجل العنكبوت المذهل 2   | بيتر باركر / سبايدر مان                  | مارك ويب           |                      |
| 2014 | 99 منازل                  | دينيس ناش                                | رامين بحراني       | منتج أيضا            |
| 2016 | هاكسو ريدج                | ديزموند دوس                              | ميل جيبسون         |                      |
| 2016 | الصمت                     | قدم. سيباستياو رودريغيز / أوكادا سانيمون | مارتن سكورسيزي     |                      |
| 2017 | نفس                       | روبن كافنديش                             | آندي سيركيس        |                      |
| 2018 | تحت البحيرة الفضية        | سام                                      | ديفيد روبرت ميتشل  |                      |
| 2020 | التيار                    | حلقة الوصل                               | جيا كوبولا         |                      |
| 2021 | عيون تامي فاي             | جيم باكر                                 | مايكل شوالتر       | مرحلة ما بعد الإنتاج |
| 2021 | القراد ، القراد. . فقاعة! | جوناثان لارسون                           | لين مانويل ميراندا | التصوير              |

### تلفزيون
| السنة      | العنوان                                 | العنوان           | الدور          | ملاحظات                 |
| السنة      | بالإنجليزية                             | بالعربية          | الدور          | ملاحظات                 |
| ---------- | --------------------------------------- | ----------------- | -------------- | ----------------------- |
| 2005       | Swinging                                |                   | أدوار متعددة   | حلقة: "1.1"             |
| 2005       | Sugar Rush                              |                   | توم            | 5 حلقات                 |
| 2006       | Simon Schama's Power of Art: Caravaggio |                   | صبي يحمل فاكهة | حلقة: "كارافاجيو"       |
| 2007       | Doctor Who                              | دكتور هو          | فرانك          | حلقتين                  |
| 2007       | Freezing                                |                   | كيت            | حلقة: "1.1"             |
| 2007       | Trial & Retribution                     | محاكمة وعقاب      | مارتن دوغلاس   | حلقة: "Closure: Part 1" |
| 2009       | Red Riding                              |                   | إدي دانفورد    | 3 حلقات                 |
| 2011، 2014 | Saturday Night Live                     | ساترداي نايت لايف | نفسه           | حلقتين                  |

### المسرح
| السنة | العنوان                       | العنوان        | الدور                 | ملاحظات                   |
| السنة | بالإنجليزية                   | بالعربية       | الدور                 | ملاحظات                   |
| ----- | ----------------------------- | -------------- | --------------------- | ------------------------- |
| 2004  | Mercy                         |                | دكي                   | مسرح سوهو                 |
| 2004  | Kes                           |                | بيلي                  | Manchester Royal Exchange |
| 2005  | The Laramie Project           |                | شخصيات متعددة         | Sound Theatre             |
| 2005  | Romeo & Juliet                | روميو وجولييت  | روميو مونتيغو         | Manchester Royal Exchange |
| 2006  | Beautiful Thing               |                | جيمي                  | Sound Theatre             |
| 2006  | Burn / Chatroom / Citizenship |                | بيردمان / جيم / ستيفن | المسرح الوطني الملكي      |
| 2006  | The Overwhelming              |                | جيفري                 | UK tour                   |
| 2012  | Death of a Salesman           | موت بائع متجول | بيف لومان             | مسرح إثيل باريمور         |
| 2017  | Angels in America             |                | براير وولتر           | المسرح الوطني الملكي      |

## وصلات خارجية
- أندرو غارفيلد على موقع IMDb (الإنجليزية)
- أندرو غارفيلد على موقع ميتاكريتيك (الإنجليزية)
- أندرو غارفيلد على موقع روتن توميتوز (الإنجليزية)
- أندرو غارفيلد على موقع مونزينجر (الألمانية)
- أندرو غارفيلد على موقع ألو سيني (الفرنسية)
- أندرو غارفيلد على موقع ميوزك برينز (الإنجليزية)
- أندرو غارفيلد على موقع تيرنر كلاسيك موفيز (الإنجليزية)
- أندرو غارفيلد على موقع أول موفي (الإنجليزية)
- أندرو غارفيلد على موقع بوكس أوفيس موجو (الإنجليزية)
- أندرو غارفيلد على موقع قاعدة بيانات برودواي على الإنترنت (الإنجليزية)